# Eshaq Djahanguiri
Eshaq Djahanguiri (en persan : اسحاق جهانگیری / Esḥâq(-e) Jahângiri [esˈhɒːɢ(e) d͡ʒæhɒːŋɡiːˈɾiː]), né le 10 janvier 1957 à Sirdjan (province de Kerman), est un homme politique iranien réformiste, premier vice-président de la République de 2013 à 2021,.

## Biographie
Titulaire d'une maîtrise en administration industrielle de l'université de technologie de Sharif (Téhéran), il commence sa carrière politique à la suite de la Révolution iranienne : en 1980, il devient directeur adjoint du département de l'Agriculture de la province de Kerman, puis en prend la tête en 1982. En 1984, il est élu député au Madjles. Réélu en 1988, il est nommé gouverneur de la province d'Ispahan par Hachemi Rafsandjani en 1992. Il conserve ce poste jusqu'en 1997, lorsqu'il est nommé par le président Mohammad Khatami ministre des Mines et des métaux, puis de l'Énergie et des mines. Il quitte ce ministère en 2005, à l'arrivée de Mahmoud Ahmadinejad.
Politiquement, il fait partie des réformateurs. Cofondateur du Parti des cadres de la construction en 1996, il en est le secrétaire général de 2006 à 2010. 
En 2013, il envisage de se présenter à l'élection présidentielle. Mais apporte finalement son soutien à Akbar Hachemi Rafsandjani, dont la candidature est néanmoins rejetée par le conseil des gardiens. Le 4 août 2013, il est nommé premier vice-président de la République par le nouveau président Hassan Rohani.
Il est candidat à l'élection présidentielle de 2017. Djahanguiri réalise de très bonnes prestations lors des débats télévisés entre les candidats à l'élection présidentielle. Quelques jours avant le premier tour, il retire sa candidature, qui était perçue comme un moyen de défendre celle de Rohani et de la protéger contre les attaques des conservateurs, et annonce son soutien à Rohani. Rohani est élu, dès le premier tour, avec plus de 58 % des voix.
Le 10 mars 2020, il est testé positif au COVID-19.
Il est aussi candidat à l'élection présidentielle de 2021, après l'annonce que le ministre des affaires étrangères Mohammad Djavad Zarif ne se présenterait pas. Néanmoins, bien qu'il représentait l'un des points lourds du camp réformateur, sa candidature n'est pas validée par le conseil des gardiens.